# Железнодорожная электростанция

Стационарная железнодорожная электростанция

Железнодорожная электростанция — стационарная тепловая электростанция (дизельная электростанция) малой мощности для электроснабжения железнодорожных потребителей.

## Общая характеристика
В качестве первичного двигателя на железнодорожных электростанциях используют дизели, а источником электрической энергии являются синхронные генераторы трёхфазного переменного тока с номинальным напряжением — 0,4 кВ.

## В СССР
До 1940—1950-х годов железнодорожные электростанции в СССР были широко распространены, но в последующие годы их число резко уменьшилось в связи с электрификацией железных дорог и переводом питания железнодорожных потребителей на питание от энергосистем.

## В России
Отдельные железнодорожные электростанции в России сохранились только на отдалённых участках железных дорог, где нет централизованного электроснабжения. Кроме того, небольшие стационарные железнодорожные электростанции используются для резервного питания железнодорожных потребителей первой и особой категорий (постов электрической централизации, больниц и т.д.).